# وثائق باندورا
وثائق باندورا (بالإنجليزية: Pandora Papers) هي وثائق سرية أعلن عنها الاتحاد الدولي للمحققين الصحفيين بتاريخ 2 أكتوبر وبدأ بنشرها في 3 أكتوبر 2021.
كشف التسريب الحسابات السرية الخارجية التي يمتلكها 35 من رؤساء الوزراء والرؤساء وقادة الدول بالإضافة إلى حسابات 100 ملياردير وشخصية شهيرة وعدد من أصحاب الأعمال. وصف الاتحاد الدولي للصحفيين الاستقصائيين هذا الكشف بأنه الأكبر حتى الآن، وهو يتضمن مستندات وصور وجداول ممتدة من 14 شركة في قطاع الخدمات المالية، في كل من بنما وسويسرا والإمارات العربية المتحدة. ويتخطى هذا التسريب الكشف السابق الذي سُمي أوراق بنما في 2016، الذي تضمن 11.6 مليون وثيقة. لم يفصح الاتحاد الدولي للصحفيين الاستقصائيين المستقلة عن مصدر هذا التسريب وقت الإعلان عنه.

## المحتوى
يحتوي التسريب على 11.9 مليون وثيقة (6.4 مليون مستند، 3 ملايين صورة، 1.2 مليون صورة)، من 14 شركة خدمات مالية، بلغ حجم البيانات 2.94 تيرابايت، وفيها معلومات عن 29 ألف مؤسسة أوفشور متعلقة بشخصيات عامة، تمت مراجعة الوثائق من قبل عدة صحفيين قدر عددهم 600 صحفي من 117 دولة و150 مؤسسة إخبارية.

## الشخصيات الواردة أسماؤهم
وكان من بينهم 35 من قادة العالم الحاليين والسابقين. كشفت 11.9 مليون ملف تم تسريبه أن محمد بن راشد آل مكتوم أيضًا استخدم شركات خارجية لإدارة ثروته وتوسيعها. من أجل تنفيذ تعاملاته، سجل سرا ثلاث شركات للملاذات الضريبية في جزر الباهاما والجزر فيرجان البريطانية شركة إماراتية المسمي باكسيوم ليمتد في أسماء ثلاثة مثل تاندم ديركتر كو ليمتد، وتراندم انويست كو ليميتد في الجزر فيرجان البريطانية والييد انترناشنل ليمتد في جزر باهاما.مملوكة جزئيًا لدبي هولدنغس، والتي يمتلك فيها الشيخ محمد بن راشد حصصًا رئيسية، استخدمت أكسيوم المحدودة الشركات الثلاث "لتوسيع أعمالها الأساسية.,

## ردود الفعل
- روسيا
  - رفض الناطق الرسمي باسم الكريملين دميتري بيسكوف الإدعاءات واعتبرها مزاعم باطلة، «لا أفهم كيف يمكن اعتبار هذه المعلومات موثوقة.. حين تصدر منشورات جدية مبنية على أمور أو تشير إلى أمور جدية، عندها سنطلع عليها باهتمام».[9][10][11]
- الأردن
  - استهجن الديوان الملكي الأردني التقارير واعتبر أن البيانات مغلوطة وغير دقيقة تمثل تشهير بالملك، وأن السرية في عدم الإفصاح في ذلك له علاقة باعتبارات أمنية، وأن تكاليف هذه الممتلكات تمت من أموال الملك الخاصة «...إن عدم الإعلان عن العقارات الخاصة بجلالة الملك يأتي من باب الخصوصية وليس من باب السرية أو بقصد إخفائها، كما ادعت هذه التقارير؛ إذ إن إجراءات الحفاظ على الخصوصية أمر أساسي لرأس دولة بموقع جلالة الملك. وعلاوة على ذلك، فهناك اعتبارات أمنية أساسية...».[11][12][13][14]
- أوكرانيا: قالت الرئاسة الأوكرانية إن شركات أوفشور التي أنشأها الرئيس فولوديمير زيلنسكي تهدف لحمايته من الأنشطة العدوانية للنظام السابق.[15]

## وصلات خارجية
- وثائق باندورا – على موقع الاتحاد الدولي للمحققين الصحفيين